# ディオメーデースの人喰い馬

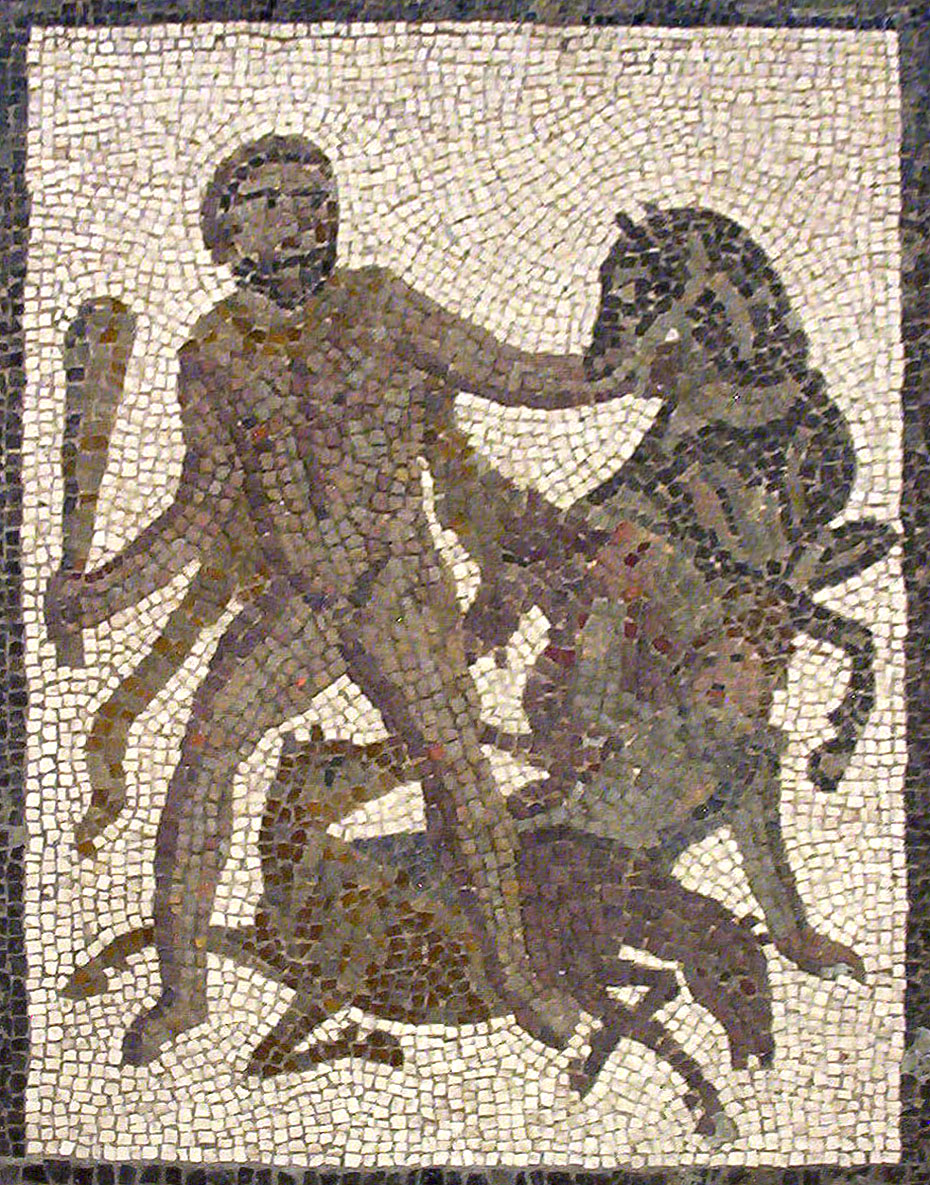
3世紀前半に作られた、ヘーラクレースとディオメーデースの人喰い馬を描いたモザイク。スペイン・マドリードの国立考古学博物館所蔵。

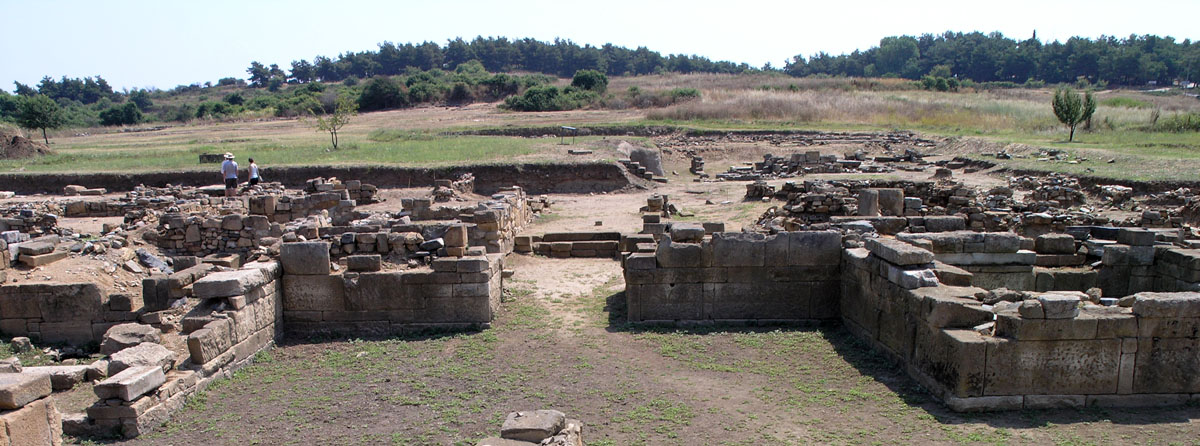
ヘーラクレースが創建したと伝えられるアブデーラ市の西門跡。

ディオメーデースの人喰い馬（ディオメーデースのひとくいうま、古希: Διομήδους ἵπποι, 英: Mares of Diomedes）は、ギリシア神話に登場する怪物的な馬である。トラーキアのビストーン人の王ディオメーデース（ティーリュンスの王ディオメーデースとは別人）が飼っていた牝馬であり、人を喰らい、獰猛かつ巨大であった。
ヒュギーヌスによると人喰い馬は4頭おり、それぞれポダルゴス、ラムポーン、クサントス、ディーノスという名前であり。また一説によるとシーシュポスの子のグラウコスをかみ殺したのと同じ馬であった。ディオメーデースから人喰い馬を奪い取ることはヘーラクレースの12の功業の1つであり、第8の試練としてミュケーナイ王エウリュステウスに命じられた。

## 神話
エウリーピデースの悲劇『アルケースティス』によると、ヘーラクレースはトラーキアへ向かう途中で、テッサリアー地方の都市ペライに立ち寄り、アドメートスの妻アルケースティスを死の淵から救った。
アポロドーロスによると、ヘーラクレースは大勢の人間を率いてトラーキアまで航海し、人喰い馬を世話していた者たちを力でねじ伏せて馬を連れ出し、海岸に引いて行った。そこへディオメーデース王がビストーン人を率いて人喰い馬を取り戻すために追って来たので、ヘーラクレースは馬を従者の少年アブデーロスに守らせた。しかし人喰い馬はアブデーロスの手には負えず、少年を引きずった挙句に殺してしまった。ヘーラクレースはディオメーデース王を殺すとアブデーロスを埋葬し、墓の近くにアブデーラ市を創建した。その後、ヘーラクレースは人喰い馬をエウリュステウスに与えた。エウリュステウスが馬を野に放ったところ、オリュムポス山で野獣に殺された。
シケリアのディオドーロスによると、人喰い馬は気性が荒く、壊れないようにブロンズ製の飼葉桶があてがわれ、馬が怪力で引きちぎることがないように鉄の鎖でつながれていた。また餌はディオメーデース王の客として王宮を訪れた異邦人をかみ殺して喰らうように王に教え込まれていた。そこでヘーラクレースは王自身を馬に喰わせて、凶暴な馬を落ち着かせた。ヘーラクレースが人喰い馬をミュケーナイに連れ帰ると、エウリュステウスはヘーラー女神の神馬とした。人喰い馬の血統はマケドニアのアレクサンドロス大王の時代まで残っていたといわれる。
ヒュギーヌスによると、ヘーラクレースはディオメーデースと人喰い馬、従者のアブデーロスをともに殺した。一説によるとヘーラクレースはこの冒険の後、イアーソーン率いるアルゴナウタイに参加した。

## リスト
以下のリストはヒュギーヌスによる。
| 名前       | el       | la       | 名前の意味 |
| ---------- | -------- | -------- | ---------- |
| ポダルゴス | Πόδαργος | Podargos | 速い馬     |
| ラムポーン | Λάμπων   | Lampōn   | 輝く馬     |
| クサントス | Ξάνθος   | Xanthos  | 黄金の馬   |
| ディーノス | Δήμος    | Deīnos   | 恐ろしい馬 |

## ギャラリー

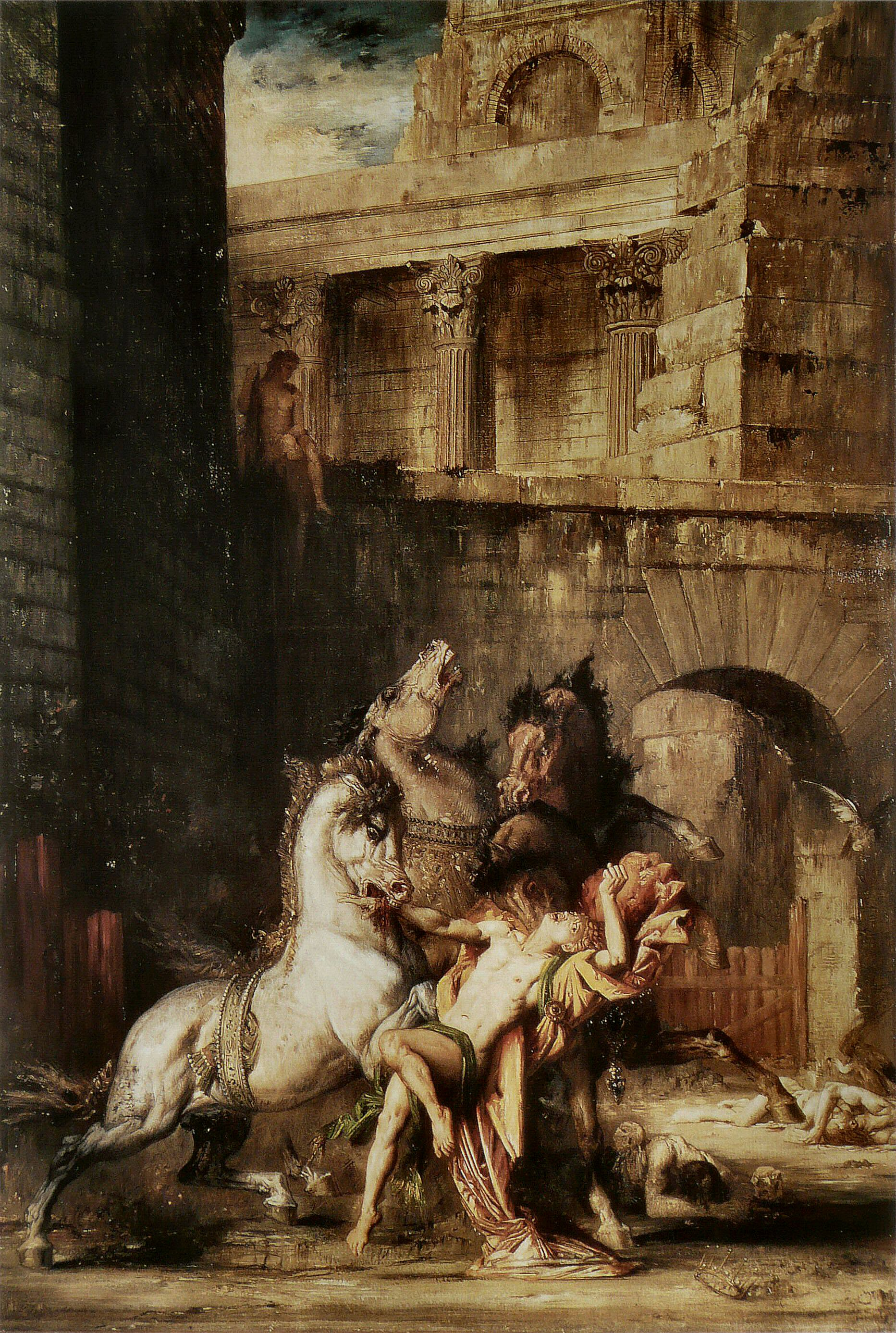
ギュスターヴ・モロー『自らの馬に喰い殺されるディオメデス』1865年 ルーアン美術館所蔵
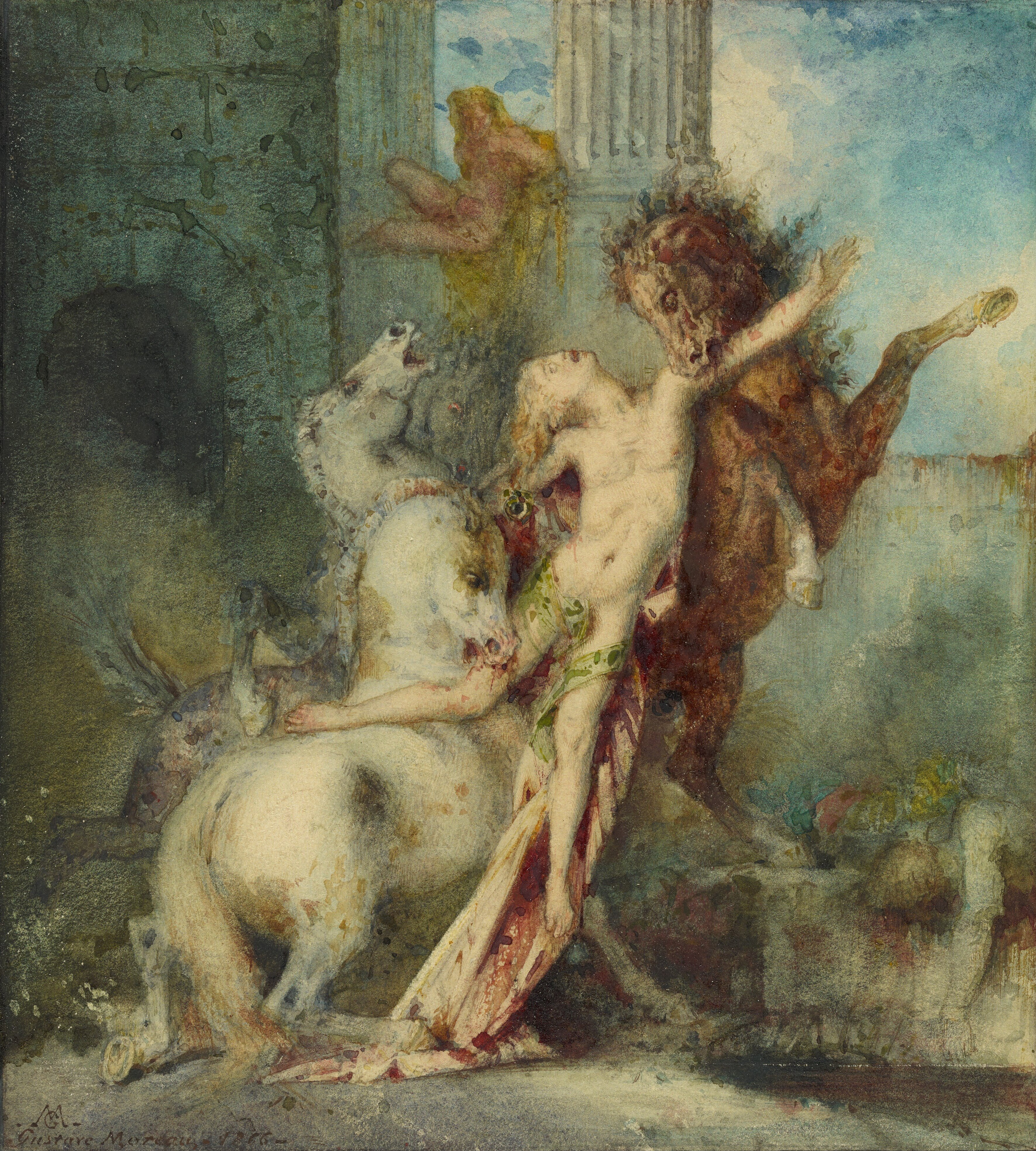
ギュスターヴ・モロー『自らの馬に喰い殺されるディオメデス』1866年 個人蔵
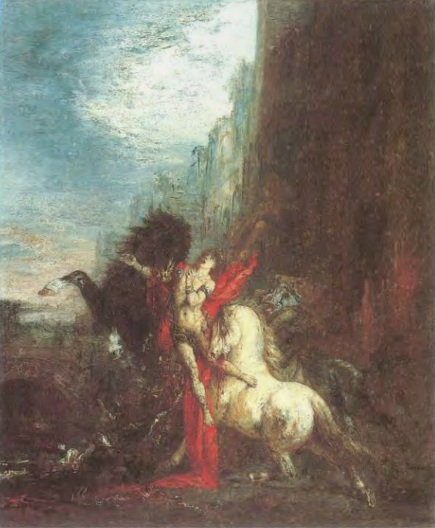
ギュスターヴ・モロー『自らの馬に喰い殺されるディオメデス』1870年 フランス・アンド・カンパニー（French and Company）所蔵